# Опус тесселлатум

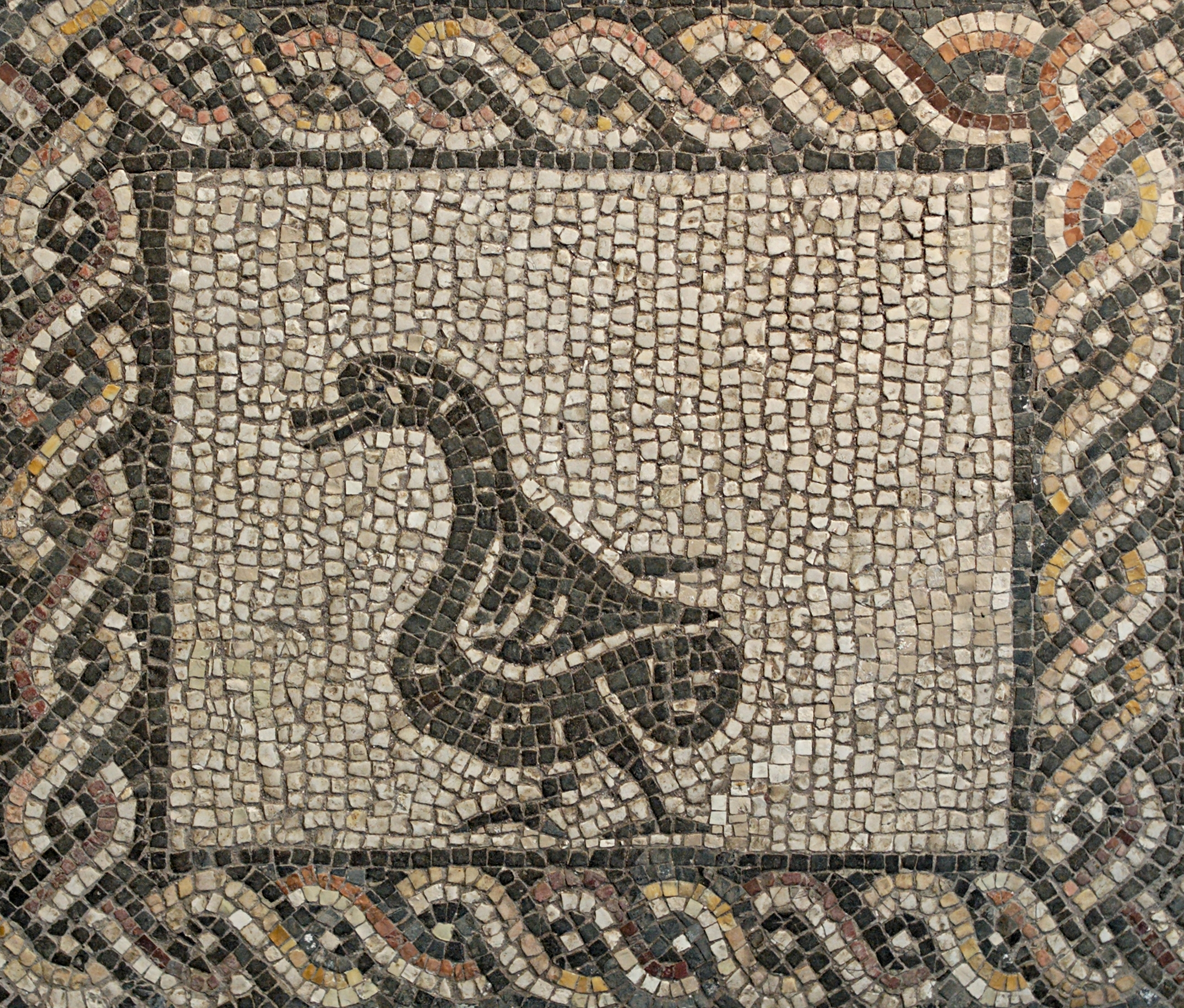
Мозаика Опус тесселлатум (III век н. э.)

Опус тесселатум — это латинское название обычной техники греческой и римской мозаики, выполненной из тессеры размером более 4 мм. Она отличается от более тонкого опус вермикулатум, в котором использовались крошечные тессеры, обычно кубики размером 4 миллиметра или меньше, и производилась в мастерских в виде относительно небольших панелей, которые доставлялись на место, приклеенные к какой-либо временной опоре. Опус тесселлатум использовался для больших площадей и закладывался на последнем месте. Эти две техники часто комбинировались с небольшими панелями из опус вермикулатум, называемыми эмблематами, в центре более крупного рисунка из опус тесселатум. Крошечные тессеры опус вермикулатум допускали очень мелкие детали и подход к иллюзионизму живописи. Существовал особый итальянский стиль опус тесселатум с использованием только чёрного цвета на белом фоне, что, несомненно, было дешевле, чем полноцветная работа.
Опус тесселатум обычно используется для фона, состоящего из горизонтально или вертикально расположенных линий, но не в сетке, как было в опус регулатум.

## Внешние ссылки
- Smith, D. J. (1983), 5th chapter, in Martin Henig (ed.), A Handbook of Roman Art, Phaidon, ISBN 0714822140